# Nokia N72
El Nokia N72 es uno de los terminales Teléfono inteligente de gama alta de la serie N del fabricante Nokia, consistente en un N70 modificado con diseño inspirado en las series "Fashion Collection" y "L'amour Collection" también de Nokia. Incorpora una cámara digital de 2 megapixels, y carece de WiFi, 3G, y corre sobre Symbian OS 8.1. Tiene, sin embargo, Bluetooth 2.0 y USB 2.0 mediante un puerto de tipo pop-port.
El N72 está basado en el N70 y es, de hecho, una versión del N70 Music Edition rediseñada y orientada al mercado general tal y como dicha versión, pero haciéndolo más barato por la eliminación del hardware 3G. Sin embargo, mantiene la misma edición del sistema operativo Symbian OS que el N70, al igual que un conjunto de características muy similar.
Se trata de un teléfono móvil con características variadas, como su cámara digital de 2 megapixels, flash incorporado, radio FM, Bluetooth 2.0, características de reproductor digital y soporte para juegos Java en 3D.
Este terminal utiliza la interfaz de usuario S60 y el sistema operativo Symbian OS 8.1a, estando disponible en dos colores: negro brillante y rosa perla. El N72 permite también editar imágenes o vídeos directamente desde el propio terminal, y trae unos auriculares de serie.

## Memoria externa
El N72 no utiliza las tarjetas RS-MMC estándar, sino que utiliza la versión de voltaje dual de las mismas (DV-RS-MMC, conocidas como MMCmobile). Mientras que estas tarjetas tienen la misma forma que las RS-MMC, también poseen una segunda fila de conectores adicional. De esta forma, sólo las tarjetas que soporten funcionar con 1,8 V además de los 3 V funcionarán con el terminal.

## Especificaciones técnicas
| Característica               | Especificación                                 |
| ---------------------------- | ---------------------------------------------- |
| Forma                        | Candybar ("monobloque")                        |
| Plataforma                   | Serie 60(S60) 2ª Edición Feature Pack 3        |
| Sistema Operativo            | Symbian OS 8.1a                                |
| CPU                          | RISC de 32 bits, arquitectura ARM a 220 MHz    |
| Memoria RAM                  | 32 MB                                          |
| Frecuencias GSM              | 900/1800/1900 MHz                              |
| GPRS                         | Sí, clase 10                                   |
| EDGE (EGPRS)                 | Sí, clase 10                                   |
| WCDMA                        | No                                             |
| Pantalla principal           | TFT, 262.144 colores, 176x208 pixels           |
| Cámara                       | 2.0 Megapixels (flash, zoom digital 20x)       |
| Grabación de vídeo           | Sí, CIF                                        |
| Mensajes multimedia          | Sí                                             |
| Soporte de Java              | Sí, MIDP 2.0                                   |
| Memoria interna              | 32 MB                                          |
| Memoria externa              | Tarjeta RS-DV-MMC (incluida tarjeta de 128 MB) |
| Ranura de tarjeta de memoria | Sí, RS-DV-MMC (intercambiable en caliente)     |
| Bluetooth                    | 2.0 Y 1.3                                      |
| Infrarrojos                  | No                                             |
| Soporte para cable de datos  | Sí                                             |
| Navegación                   | WAP 2.0/xHTML, HTML                            |
| Correo electrónico           | Sí                                             |
| Reproductor de música        | Sí, estéreo con bajos en auriculares           |
| Radio                        | Sí, FM                                         |
| Reproductor de vídeo         | Sí                                             |
| Tonos polifónicos            | Sí, 64 acordes                                 |
| Tonos de llamada             | Sí - Mp3, WAV, AAC, MIDI, AMR,(NB-AMR)         |
| Modo "fuera de línea"        | Sí                                             |